# Capparis masaikai
Capparis masaikai ist eine Pflanzenart aus der Familie der Kaperngewächse (Capparaceae). Sie kommt im subtropischen Klima im zentralen bis südlichen und südöstlichen China sowie in Vietnam vor. In China wird die Pflanze auch Mabinlang genannt.

## Beschreibung
Capparis masaikai ist ein immergrüner Strauch oder eine Kletterpflanze die bis zu 7,5 Meter hoch wird. Manchmal werden spitze Stacheln ausgebildet.
Die wechselständigen Laubblätter sind gestielt. Die leicht ledrigen, spitzen bis zugespitzten oder stumpfen, ganzrandigen Blätter sind eiförmig bis verkehrt-eiförmig oder elliptisch, bis über 15 Zentimeter lang. Die Unterseite ist rostig behaart und verkahlend, die Oberseite fast kahl oder die Blätter sind fast kahl.
Es werden meist wenigblütige, end- oder achselständige, rostig behaarte Rispen oder Trauben bis Dolden gebildet. Die gestielten und vierzähligen, weißen oder rosa Blüten sind zwittrig mit doppelter Blütenhülle. Die kleinen, bootförmigen Kelchblätter in zwei ungleichen Paaren sind außen behaart. Die dachigen, feinhaarigen Petalen sind bis 1,5 Zentimeter lang und stehen in zwei leicht ungleichen Paaren. Es sind einige bis viele, lange Staubblätter vorhanden. Es ist ein Diskus vorhanden. Der kleine, einkammerige und kahle Fruchtknoten steht an einem langen, kahlen Gynophor.
Die rundlichen bis ellipsoiden und dickledrigen, rötlichen, mehrsamigen, rippigen bis glatten, bespitzten Früchte werden etwa 4–6 Zentimeter groß. Die bis zu 10 rötlich-braunen Samen sind bis 1,8 Zentimeter groß.

## Inhaltsstoffe
Viele Arten der Brassicales enthalten Glucosinolate, im Fall von Capparis masaikai 2-Hydroxyethylglucosinolat, das als Seitenkette eine Hydroxyethylgruppe trägt. Wird es durch Myrosinase abgebaut, cyclisiert das entstehende Isothiocyanat zu Oxazolidin-2-thion. Daneben enthalten die Samen auch die Mabinline, eine Gruppe von süß schmeckenden Proteinen. Bezogen auf das Gewicht haben diese gegenüber Saccharose etwa die 100- bis 400-fache Süßkraft. Speziell das Mabinlin 2 ist hitzebeständig, während Mabinlin 1 in der Hitze schnell seine Süßkraft verliert.

## Verwendung
Die Samen von Capparis masaikai werden in der Traditionellen Chinesischen Medizin verwendet. Daneben werden die Samen wegen ihres süßen Geschmacks auch als Genussmittel gekaut.